# Walerij Gudożnikow
Walerij Wiktorowicz Gudożnikow, ros. Валерий Викторович Гудожников (ur. 3 kwietnia 1962 w Kazaniu) – rosyjski hokeista. Trener hokejowy.

## Kariera zawodnicza
- SK Urickogo Kazań (1979)
- Krylja Sowietow Moskwa (1979-1982)
- Lokomotiw Moskwa (1979-1980)
- SK Urickogo Kazań (1982-1990)
  -  SKA Leningrad (1983-1984)
- Zwiezda Oleniogorsk (1984-1985)
- SK Urickogo Kazań (1985-1988)
- SKA Leningrad (1988)
- SK Urickogo Kazań (1988-1989)
- Iżstal Iżewsk (1989-1992)
- Raahe-Kiekko (1992-1993)
- Mietałłurg Nowokuźnieck (1993-1995)
- Tan Kazań (1993-1994)
- Sibuda Tasztagoł (1993-1994)
- Iżstal Iżewsk (1994-1995)
- Nieftianik Almietjewsk (1995-1996)
- Dragon Preszów (1995-1996)
- Spartak Sankt Petersburg (1996)
- BTH Bydgoszcz (1996)
- TTH Metron Toruń (1996-1997)
- BTH Bydgoszcz (1997)
- STS Sanok (1997-1998)
- Stoczniowiec Gdańsk (1998-1999)
- Cracovia (1999-2000)
- Kristałł Elektrostal (2000)
- HK Lipieck (2000-2001)
- HK Woroneż (2000-2001)
- Zapolarnik Norylsk (2000-2001)
- Wympieł Mieżdurieczensk (2000-2001)

Hokej na lodzie uprawiał od 10 roku życia w rodzinnym Kazaniu. Wychowanek tamtejszego klubu UDO SDJuSSz Ak Bars. W 1977 przeniósł się do Moskwy. W wieku 17 lat zadebiutował w seniorskiem zespole z Kazania. Był zawodnikiem reprezentacji ZSRR do lat 18-20. Po czterech latach gry w macierzystym klubie przeszedł do moskiewskich Krylji Sowietów, w barwach których zdobył mistrzostwo juniorskiej ZSRR. Uczestniczył w turnieju mistrzostw Europy juniorów do lat 18 w 1980 w Czechosłowacji, gdzie zdobył z kadrą złoty medal. Uzyskał tytuł mistrza sportu w 1980. W latach 80. ponownie grał w Kazaniu. W międzyczasie był zawodnikiem SKA Leningrad w okresie dwóch sezonów, w związku z odbywaniem służby wojskowej. Był kadrowiczem kadry B seniorskiej reprezentacji ZSRR.
Po okresie gry w klubach radzieckich oraz upadku ZSRR na początku lat 90. rozpoczął etap występów w zachodniej Europie. W sezonie 1992/93 grał w fińskim zespole Raahe-Kiekko i został królem strzelców. Po dwóch latach gry w Nowokuźniecku został zawodnikiem drużyny z Preszowa w sezonie 1995/96 w ekstralidze słowackiej, która została zdegradowana z rozgrywek. Wówczas zdecydował się na występy w lidze polskiej. W sezonie 1996/1997 grał w barwach TTH Metron Toruń oraz BTH Bydgoszcz, w sezonie 1997/1998 w STS Sanok, w sezonie 1998/1999 na początku w Sanoku, następnie w Stoczniowcu Gdańsk, w sezonie 1999/2000 w Cracovii. Po zakończeniu wyczynowego uprawiania hokeja grał w rozgrywkach amatorskich: od 2008 w lidze miasta Petersburga (drużyny Gazpromnieft' 2008-2012, Pallada 2013-2014.

## Kariera trenerska
- RNK Preszów (2001-2005)
- HK Pitier (2006-2010)
- SKA 96 (2010-2011)
- HK Forward
- Biełyje Tigri Orenburg (2013-2014)

Po zakończeniu kariery zawodniczej rozpoczął pracę trenera. W latach 2001–2005 pracował w słowackim Preszowie, gdzie już podczas gry w latach 90. otrzymał ofertę pracy trenerskiej. Od listopada 2013 do stycznia 2014 pełnił funkcję trenera zespołu Biełyje Tigri z Orenburga w juniorskich rozgrywkach MHL. Jako trener związał się z agencją hokejową Winners. Rozpoczął także działalność szkoleniową w Austrii. Podjął pracę w szkole hokejowej w Czechowie w ramach klubu Witiaź.

## Życie prywatne
Żonaty z Nataszą, ma córkę Arinę.

## Sukcesy
Reprezentacyjne
- Złoty medal mistrzostw Europy juniorów do lat 18: 1980 z ZSRR

Klubowe
- Złoty medal mistrzostw ZSRR juniorów: z Krylją Sowietow Moskwa
- Puchar Spenglera: 1979 z Krylją Sowietow Moskwa
- Złoty medal wyższej ligi: 1988, 1989 z SK Urickogo Kazań